# Segismundo (nombre)
Segismundo es un nombre propio masculino de origen germánico compuesto de los elementos sigu "victoria" y munt "mano, protección" . Fue popularizado entre la realeza europea por el rey de Borgoña Segismundo, que más tarde fue canonizado. También es el nombre del protagonista de La vida es sueño de Calderón de la Barca y del padre de Sigfrido en El Cantar de los Nibelungos. Es poco común hoy en día, pero su diminutivo es Segis.

## Variantes en otros idiomas
| Variantes en otras lenguas | Variantes en otras lenguas   |
| -------------------------- | ---------------------------- |
| Español                    | Segismundo, Sigismundo       |
| Alemán                     | Sigismund                    |
| Aragonés                   | Sechismundo                  |
| Asturiano                  | Sexismundu                   |
| Catalán                    | Segimon                      |
| Checo                      | Zikmund                      |
| Croata                     | Žigmund                      |
| Danés                      | Sigismund                    |
| Eslovaco                   | Žigmund                      |
| Esloveno                   | Sigismund                    |
| Esperanto                  | Sigismondo                   |
| Estonio                    | Sigismund                    |
| Euskera                    | Sigismundo                   |
| Finlandés                  | Sigismund                    |
| Francés                    | Sigismond                    |
| Galés                      | Sigismund                    |
| Gallego                    | Sexismundo                   |
| Griego                     | Σιγισμούνδος (Sigismúndos)   |
| Holandés                   | Sigismund                    |
| Húngaro                    | Zsigmond                     |
| Inglés                     | Sigismund, Sigmund, Siegmund |
| Italiano                   | Sigismondo                   |
| Latín                      | Segimundus, Sigismundus      |
| Letón                      | Sigismunds                   |
| Lituano                    | Zigmantas                    |
| Noruego                    | Sigismund                    |
| Polaco                     | Zygmunt                      |
| Portugués                  | Sigismundo                   |
| Rumano                     | Sigismund                    |
| Ruso                       | Сигизмунд (Sigismund)        |
| Serbio                     | Жигмунд (Zhigmund)           |
| Sueco                      | Sigismund                    |

## Santoral
- 1 de enero San Segismundo Gorazdowski.
- 1 de mayo San Segismundo de Borgoña.